# Barwice (gemeente)
De gemeente Barwice is een gemeente in Polen. Aangrenzende gemeenten:
- Borne Sulinowo, Grzmiąca en Szczecinek (powiat Szczecinecki)
- Tychowo (powiat Białogardzki)
- Czaplinek (powiat Drawski)
- Połczyn-Zdrój (powiat Świdwiński)

Zetel van de gemeente is in de stad Barwice.
De gemeente beslaat 21,9% van de totale oppervlakte van de powiat.

## Demografie
De gemeente heeft 11,6% van het aantal inwoners van de powiat.

## Plaatsen
- Barwice (DuitsBärwalde, stad sinds 1382)

Administratieve plaatsen (sołectwo) van de gemeente Barwice:
- Białowąs, Borzęcino, Chłopowo, Chwalimki, Gonne Małe, Gwiazdowo, Jeziorki, Kłodzino, Knyki, Łęknica, Nowe Koprzywno, Nowy Chwalim, Ostropole, Ostrowąsy, Piaski, Polne, Przybkowo, Stary Chwalim, Stary Grabiąż, Sulikowo en Trzemienko.

Zonder de status sołectwo : Bącki, Bierzkowo, Brzeźno, Chłopówko, Chwalimka, Cybulino, Dobrzycko, Gąski, Górki, Grabiążek, Gwiazdowo, Jadwigowo, Jagielnik, Kaźmierzewo, Kobacz, Kobuz, Kolonia Łęknica, Kolonia Przybkowo, Kolonia Sulikowo, Kołątek, Koprzywienko, Koprzywno, Korzec, Krzyka, Krzywolas, Liwiec, Luboradza, Lubostronie, Nowa Łęknica, Nowy Grabiąż, Parchlino, Przybkówko, Smaga, Stare Koprzywno, Śmilcz, Świerk, Tarmno, Uradz, Weje, Wojsławiec, Żdżar, Żytnik.